# 三萬thanks
三萬thanks，或簡稱為三萬thx，是一個於香港反對逃犯條例修訂草案運動期間出現的流行語。

## 起源和應用
2020年2月，香港市面上的外科口罩嚴重缺貨，有Facebook專頁出帖聲稱有口罩供應或派發，要求網民在帖子下留言，部分網民遂在各帖文留言「兩盒thanks」（兩盒口罩，謝謝）。
及後，一名香港防暴警員於同月20日被確診感染2019冠狀病毒病，「兩盒thanks」又演化為「三萬thanks」，此詞被網民用以回應警員確診的消息，寓意希望為數三萬人的香港警隊全部患上2019冠狀病毒病。

## 衍生變體
2020年3月9日，香港警察在其Facebook專頁出帖稱經過4年多的「努力」，專頁累積了30萬個讚好，以「30萬，thx」來回應網民的「三萬thx」，惟該專頁的讚好數字在帖文發佈後一天內就跌至低於30萬個。

## 各界回應
此用字引起部分建制派人士不滿，其中建制派立法會議員梁美芬曾經批評，這種說法屬於沒有品德，又警告會向部分網上平台作投訴及發律師信。
荃灣區議員、前學聯副秘書長岑敖暉撰文時指，2019年6月9日「守護香港反送中」大遊行後，政府未有懲治有問題的警員，其後更容許7月21日元朗襲擊事件出現，但香港法律制度未有追究任何一個警員，這些事情都是「三萬thanks」的前奏，而「三萬thanks」意思上和「歡迎壞人俾天收」（歡迎上天讓壞人有報應）無分別。
時事評論員林忌認為市民因警員感染病毒而慶祝的原因，是因為人民對警隊的憎恨已經深入心中，這是類似利比亞和羅馬尼亞人見到獨裁者卡達菲和壽西斯古死亡而感到興奮的心態，又指大家最期待的畫面是「黑警多行不義必自斃」，而這完全是他們自取的。
平等機會委員會表示，一些針對某特定職業患病者的幸災樂禍甚至詛咒言論「非常不恰當」，但不符合《殘疾歧視條例》所界定的殘疾中傷和嚴重中傷。

## 資料來源
1. 1 2  陳帆川. . 明報. 2020-02-27  [2020-05-21]. （原始内容存档于2020-02-27） （中文（香港））.
2. ↑  Jansen Lu. . 蘋果日報. 2020-02-12  [2020-05-21]. （原始内容存档于2021-06-21） （中文（香港））.
3. ↑  . 東方新地. 2020-02-07  [2020-05-21] （中文（香港））.
4. ↑  . 蘋果日報. 2020-03-09  [2020-05-21] （中文（香港））.[]
5. ↑  . 熱血時報. 2020-02-21  [2020-05-21]. （原始内容存档于2021-12-12） （中文（香港））.
6. ↑  . 蘋果日報. 2020-02-23  [2020-05-12]. （原始内容存档于2020-02-23）.
7. ↑  . 852郵報. 2020-03-09  [2020-05-21]. （原始内容存档于2020-03-10） （中文（香港））.
8. ↑  . HKFP. 2020-05-16  [2020-05-21]. （原始内容存档于2020-05-16） （英语）.
9. ↑  . 蘋果日報. 2020-03-09  [2020-05-13].[]
10. ↑  .   [2020-05-18]. （原始内容存档于2020-04-27）.
11. ↑  岑敖暉. .   [2020-05-12]. （原始内容存档于2020-05-23）.
12. ↑  林忌. . 2020-02-21  [2020-05-12]. （原始内容存档于2021-12-12） （粵語）.
13. ↑  . 蘋果日報. 2020-02-25  [2020-05-21]. （原始内容存档于2020-03-01） （中文（香港））.